# Marcos Rodríguez Pantoja
Marcos Rodríguez Pantoja (Añora, província de Còrdova, 7 de juny de 1946) és conegut per ser un dels pocs casos documentats de 'nens salvatges' a Espanya.

## Biografia
Marcos nasqué a Añora (Córdoba). Va emigrar juntament amb els seus pares a Madrid, on va morir la seva mare en donar a llum al seu vuitè fill, que va morir poc després, Marcos tenia 3 anys. El seu pare es va casar novament amb una altra dona, qui ja tenia un fill d'un matrimoni anterior. La seva madrastra el va sotmetre a un cruel maltractament mentre va estar al seu càrrec, la qual cosa probablement motivava en gran part la seva posterior decisió de no tornar a la societat.
En els anys cinquanta es van instal·lar a Fuencaliente (Ciudad Real), en plena Sierra Morena, on es van dedicar a la fabricació de carbó.
El 1953, amb Marcos Rodríguez set anys, i després d'una vida de maltractaments, va ser venut o lliurat a un terratinent local qui el va lliurar a un cabrer perquè servís de relleu i va ser a la mort d'aquest, qui havia viscut amb ell en una cova, quan el nen va quedar abandonat enmig de la naturalesa. Més tard, va ser trobat en 1965 per la Guàrdia Civil, després d'onze anys vivint en complet aïllament dels éssers humans i amb la sola companyia dels llops. La Guàrdia Civil el va traslladar a Fuencaliente per la força, lligat i emmordassat, ja que udolava i mossegava com un llop. La policia mai va presentar càrrecs contra el pare, que en aquest moment encara vivia, i que en reconèixer al seu fill només li va retreure haver perdut la jaqueta.
Amb posterioritat, les monges de l'església i un sacerdot li van ensenyar, de nou, l'ús de la parla, com vestir, caminar alçat, menjar amb coberts i va ser internat a l'Hospital de Convalescents de la Fundació Vallejo, a Madrid, fins a ser reintroduït com a adult en la vida en societat. Va ser enviat a Mallorca on va viure en un hostal pagant amb el seu treball.
Va fer el servei militar i es va dedicar a treballar com a pastor i en la hostaleria. Va sofrir nombroses estafes i enganys per la seva esposa en desconèixer el funcionament de la societat i el significat dels diners. Després de viure a Fuengirola (Màlaga) i fins i tot arribar a habitar en una cova, es va traslladar a un poble de l'interior d'Ourense, Rante, on va ser acollit per Manuel Barandela Losada, un policia retirat, a qui ell deia el "cap" i considerava la seva família, fins a la defunció d'aquest.
És apadrinat per una família holandesa, i és habitualment convidat per ajuntaments, associacions i organitzacions diverses a donar xerrades en les quals narra la seva extraordinària vivència. A més, ha estat entrevistat en nombrosos programes de televisió.

## Estudi del cas
L'estudi del cas va ser dut a terme per l'antropòleg i escriptor Gabriel Janer Manila, qui entre novembre de 1975 i abril de 1976 entrevista Marcos Rodríguez a fi d'estudiar les mesures educatives necessàries per a la seva integració. L'antropòleg va establir que les causes de l'abandó de Marcos no van ser fortuïtes, sinó deliberades i producte d'un context socioeconòmic d'extrema pobresa. L'investigador va destacar també que la supervivència de Marcos va ser possible gràcies a les destreses bàsiques adquirides en l'etapa prèvia al seu abandó, així com a la seva extraordinària intel·ligència natural. Durant el seu aïllament, el nen va aprendre el llenguatge dels animals  amb els quals va conviure, i el va emprar per a comunicar-se amb ells, mentre a poc a poc va abandonar el llenguatge humà.
Una vegada que es va trobar de nou immers en un ambient social, després del seu rescat per la Guàrdia Civil, va realitzar una lenta readaptació als costums humans (menjar, vestimenta, llenguatge, etc.), manifestant encara en l'edat adulta preferència per la vida en el camp i els animals (amb els quals té un tracte especial) i va desenvolupar una certa animadversió pel soroll i l'olor de les ciutats, considerant que la vida entre humans és pitjor que la vida amb els animals. Considera que les penúries que va sofrir una vegada reintroduït en la societat podrien haver estat pal·liades en bona part si l'Estat hi hagués intervingut a temps.

## Treballs sobre la seva vida
El dramaturg Kevin Lewis ha escrit una obra infantil inspirada en la vida de Marcos Rodríguez, titulada Marcos. El seu cas ha estat objecte de la tesi doctoral de l'antropòleg que el va entrevistar, i s'ha rodat en 2010 una pel·lícula, titulada Entrelobos i dirigida per Gerardo Olivares.
El ja esmentat escriptor Gabriel Janer Manila ha escrit una obra classificada com a juvenil adulta titulada He jugat amb llops, en el segell Bridge de l'editorial La Galera.